# Dachi-Linie
| Streckenlänge: | 10,4 km           |                          |                          |
| Spurweite: | 1067 mm (Kapspur) |                          |                          |
| Stromsystem: | 1500 V =          |                          |                          |
| Maximale Neigung: | 25 ‰              |                          |                          |
| Zweigleisigkeit: | nein              |                          |                          |
| |                   |                          |                          |
| Gesellschaft: | Tōnō Tetsudō      |                          |                          |
| \| \| \| Chūō-Hauptlinie \| 1902– \| \| \| 0,0 \| Tokishi (土岐市) \| 1902– \| \| \| 0,2 \| Shin-Tokitsu \| 1922–1928 \| \| \| \| \| \| \| \| 0,7 \| Shin-Tokitsu (新土岐津) \| 1928–1958 \| \| \| \| Toki-gawa \| \| \| \| \| \| \| \| \| 1,1 \| Shinmeiguchi (神明口) \| 1922–1972 \| \| \| 2,0 \| Tokiguchi (土岐口) \| 1922–1972 \| \| \| 4,7 \| Oroshi (下石) \| 1922–1972 \| \| \| 7,5 \| Yamagami (山神) \| 1922–1972 \| \| \| \| Dachiyama-Tunnel (238 m) \| \| \| \| \| \| \| \| \| \| \| \| \| \| \| Depot Dachi \| \| \| \| 9,1 \| Dachi (駄知) \| 1923–1974 \| \| \| \| Ogawamachi (小川町) \| 1932–1944 \| \| \| 10,4 \| Higashidachi (東駄知) \| 1924–1972 \| |                   |                          |                          |
| Strecke |                   | Chūō-Hauptlinie          | 1902–                    |
| Bahnhof · Kopfbahnhof Streckenanfang (Strecke außer Betrieb) | 0,0               | Tokishi (土岐市)         | 1902–                    |
| Strecke · Haltepunkt / Haltestelle (Strecke außer Betrieb) | 0,2               | Shin-Tokitsu             | 1922–1928                |
| |                   |                          |                          |
| Strecke nach halbrechts · Haltepunkt / Haltestelle (Strecke außer Betrieb) | 0,7               | Shin-Tokitsu (新土岐津)  | 1928–1958                |
| Brücke über Wasserlauf (Strecke außer Betrieb) |                   | Toki-gawa                | Toki-gawa                |
| |                   |                          |                          |
| Haltepunkt / Haltestelle (Strecke außer Betrieb) | 1,1               | Shinmeiguchi (神明口)    | 1922–1972                |
| Haltepunkt / Haltestelle (Strecke außer Betrieb) | 2,0               | Tokiguchi (土岐口)       | 1922–1972                |
| Haltepunkt / Haltestelle (Strecke außer Betrieb) | 4,7               | Oroshi (下石)            | 1922–1972                |
| Haltepunkt / Haltestelle (Strecke außer Betrieb) | 7,5               | Yamagami (山神)          | 1922–1972                |
| Tunnel (Strecke außer Betrieb) |                   | Dachiyama-Tunnel (238 m) | Dachiyama-Tunnel (238 m) |
| Strecke (außer Betrieb) |                   |                          |                          |
| Strecke (außer Betrieb) |                   |                          |                          |
| Strecke (außer Betrieb) · Betriebsstelle Streckenende (Strecke außer Betrieb) · Strecke (außer Betrieb) |                   | Depot Dachi              | Depot Dachi              |
| Kopfbahnhof Streckenende (Strecke außer Betrieb) | 9,1               | Dachi (駄知)             | 1923–1974                |
| Haltepunkt / Haltestelle (Strecke außer Betrieb) |                   | Ogawamachi (小川町)      | 1932–1944                |
| Kopfbahnhof Streckenende (Strecke außer Betrieb) | 10,4              | Higashidachi (東駄知)    | 1924–1972                |

Die Dachi-Linie (笠原線 Dachi-sen) war eine Eisenbahnstrecke in der Präfektur Gifu in Japan. Sie war von 1922 bis 1974 in Betrieb, gehörte der Bahngesellschaft Tōnō Tetsudō und war eine Zweigstrecke der Chūō-Hauptlinie.

## Beschreibung
Die mit 1500 V Gleichspannung elektrifizierte Stichstrecke war 10,4 km lang, in Kapspur (1067 mm) verlegt und eingleisig, ihr Ausgangspunkt war der Bahnhof Tokishi. Von dort aus verlief die Strecke zunächst in südwestlicher Richtung parallel zur Chūō-Hauptlinie bis zur Haltestelle Shin-Tokitsu, wo sie nach Süden ins Tsumagi-Tal abbog. Nach dem Bahnhof Oroshi wandte sie sich nach Osten und durchquerte den 238 m langen Dachiyama-Tunnel. Im Bereich des Bahnhofs Dachi, der vor allem für den Güterverkehr bedeutend war und über mehrere Verladegleise sowie ein Depot verfügte, mussten zwei Spitzkehren befahren werden. Endstation war der im Zentrum des Ortes Dachi gelegene Bahnhof Higashidachi.

## Geschichte

Emblem der Dachi Tetsudō

Der Bau dieser Bahnstrecke geht im Wesentlichen auf eine Idee des Keramik-Unternehmers Kyubei Kagohashi zurück. Er wollte seine Fabrik in Dachi an die Chūō-Hauptlinie anbinden, um Rohstoffe und Fertigprodukte möglichst kostengünstig zu transportieren. Ursprünglich war eine Verbindung zum Bahnhof Mizunami geplant, was jedoch an fehlenden Finanzen scheiterte. Das von Kagohashi geleitete Unterstützungskomitee erhielt im August 1918 stattdessen eine Lizenz für eine Strecke zwischen Dachi und Tajimi. Daraufhin wurde am 28. März 1919 die Bahngesellschaft Dachi Tetsudō (駄知鉄道) gegründet.
Diese nahm die Strecke in mehreren Etappen in Betrieb: am 11. Januar 1922 zwischen Shin-Tokitsu und Oroshi, am 10. Oktober 1922 zwischen Oroshi und Yamagami, am 22. Januar 1923 zwischen Yamagami und Dachi und am 28. September 1924 zwischen Dachi und Higashidachi. Am 1. März 1928 verlängerte die Dachi Tetsudō die Strecke um 200 Meter zum Bahnhof Tokishi, während sie den ursprünglichen Endbahnhof Shin-Tokitsu am selben Tag und einen halben Kilometer nach Süden verlegte. Zu Beginn kamen ausschließlich Dampflokomotiven zum Einsatz, ab 1929 Benzintriebwagen. Die Dachi Tetsudō fusionierte am 1. März 1944 mit der Kasahara Tetsudō (Betreiberin der Kasahara-Linie) und vier weiteren Unternehmen zur Tōnō Tetsudō. Am 1. Juli 1950 erfolgte die Elektrifizierung der gesamten Strecke.
Sintflutartige Regenfälle im Juli 1972 verursachten in der Präfektur Gifu schwere Schäden, vor allem in der Region Tōnō. Da die Wassermassen eine Brücke wegschwemmten, musste der Betrieb auf der Dachi-Linie am 13. Juli eingestellt und durch Busse ersetzt werden. Angesichts der geringen Wirtschaftlichkeit und der zunehmenden Konkurrenz durch Lastwagen verzichtete die Tōnō Tetsudō auf die Instandsetzung der Strecke und legte sie am 21. Oktober 1974 formell still. Im Zentrum von Tokichi ist die ehemalige Trasse heute zum Teil eine Fußgängerzone.

## Liste der Bahnhöfe
| Name                    | km   | Anschlusslinien | Lage   | Ort    |
| ----------------------- | ---- | --------------- | ------ | ------ |
| Tokishi (多治見)        | 00,0 | Chūō-Hauptlinie | Koord. | Tajimi |
| Shin-Tokitsu (新土岐津) | 00,7 |                 | Koord. | Tajimi |
| Shinmeiguchi (神明口)   | 01,1 |                 | Koord. | Tajimi |
| Tokiguchi (土岐口)      | 02,0 |                 | Koord. | Tajimi |
| Oroshi (下石)           | 04,7 |                 | Koord. | Tajimi |
| Yamagami (山神)         | 07,5 |                 | Koord. | Tajimi |
| Dachi (駄知)            | 09,1 |                 | Koord. | Tajimi |
| Higashidachi (東駄知)   | 10,4 |                 | Koord. | Tajimi |